# Kostel svatého Mikuláše (Kozojedy)
Kostel sv. Mikuláše v Kozojedech byl původně středověkou gotickou sakrální stavbou pocházející ze druhé poloviny 14. století. Po začlenění vesnice a zdejší farnosti do majetku cisterciáckého kláštera v Plasech prošel svatostánek na počátku 18. století rozsáhlou přestavbou, za jejíhož autora je považován Jan Blažej Santini-Aichel. V dnešní době kostel přináleží k římskokatolické farnosti Kralovice v plzeňské diecézi a představuje významnou památku obce Kozojedy.

## Historie
Jak dokládají pramenné zdroje, stál v Kozojedech kostel sv. Mikuláše již před rokem 1363. Jeho správu obstarávali místní faráři ve spolupráci se šlechtickými patrony. Těmi byli v průběhu 14. a 15. století střídavě páni ze Švihova a páni z Kolovrat (páni na Krašově). Na počátku 16. století připadly Kozojedy jako součást rozsáhlejšího krašovského panství Svitákům z Landštejna a později rytířskému rodu Hrobčických z Hrobčic, kteří projevovali nemalý zájem o rozvoj svých držav, a to včetně Kozojed a místního svatostánku. Ze šlechtických rukou do církevní správy se Kozojedy přesunuly v roce 1678, kdy je společně s celým krašovským panstvím odkoupil cisterciácký řád z nedalekého kláštera v Plasech. Zdejší řeholníci v následujícím období pravidelně zastávali post kozojedských farářů. Již záhy po zisku statku se však cisterciáci v souvislosti s Kozojedy potýkali s problémy, neboť zdejší fara krátce poté vyhořela a vesnice tak musela být dočasně připojena k farnosti v Kralovicích. K obnově kozojedské duchovní správy došlo v roce 1694 a ke staronové farnosti byl nově přifařen také nedaleký kostel sv. Prokopa ve Všehrdech. S nástupem josefínských reforem a se zrušením kláštera v Plasech v roce 1785 získala fara v Kozojedech dočasně císařský patronát, který v roce 1825 nahradil patronát knížete Klementa Václava Lotara Metternicha z Winnenburgu, jenž v daném roce bývalé klášterní statky odkoupil.

## Přestavba

### Santiniho role
Jan Blažej Santini Aichel se řadí mezi nejvýznamnější architekty (nejen) českého baroka a mnohými historiky umění je považován za vizionáře, jenž svým specifickým, pokrokovým přístupem k architektuře překračoval tvůrčí hranice své doby. Řada z jeho děl byla úzce spojena s církevním řeholním prostředím, což se projevilo též v případě kostela sv. Mikuláše v Kozojedech. Na počátku 18. století Santini úzce spolupracoval s cisterciáckým klášterem v Plasech, konkrétně se zdejším opatem Evženem Tyttlem. Cisterciácký opat byl znám svým nadšením pro architekturu, jejíž postupy, materiály i kompozice pečlivě studoval, a v níž se sám snažil aktivně angažovat. Santiniho služeb využíval podobně jako jeho řeholní kolegové v Sedlci u Kutné hory či benediktýni v Kladrubech ke zvelebování klášterních statků. Kromě monumentální stavby klášterního konventu v samotných Plasech, kaple Jména P. Marie v Mladoticích či poutního kostela a proboštství v Mariánském Týnci se opatova a Santiniho pozornost přenášela také na farní kostely, jež měly být v závislosti na svém stavu opraveny či vylepšeny. Typickým prvkem se stávalo nové řešení průčelí staveb a realizování věže. Nejinak tomu bylo právě v případě kostela sv. Mikuláše v Kozojedech.
K jeho přestavbě došlo díky nedostatku finančních prostředků až mezi lety 1724-1727, tedy krátce po Santiniho smrti. Stavba, u níž je Santiniho autorství doloženo pouze nepřímo, byla patrně upravena na základě architektových starších plánů. Realizace přestavby se ujal místní stavitel Matěj Ondřej Kondel, jenž dlouhodobě dohlížel i na jiné stavby v okolí budované podle Santiniho návrhů, což byla vzhledem k architektově vysokému pracovnímu vypětí a absenci jeho vlastní dílny poměrně běžná praxe. Kondel, původně poddaný kláštera, zůstal po celý život výrazně ovlivněn Santiniho tvorbou a zasloužil se tak nejen o posmrtné realizování některých architektových návrhů včetně kozojedského kostela sv. Mikuláše, ale sám také později projektoval stavby se zřetelným santiniovským nádechem.

### Barokní rekonstrukce
Původní podoba kostela byla poměrně jednoduchá. Šlo o jednolodní stavbu s obdélnou lodí, trojbokým presbytářem a ploše ukončeným stropem, bez náznaků opěrného systému. Právě presbytář byl společně s většinou lodního zdiva zachován i během přestavby. Santiniho návrh vypracovaný kolem roku 1720 a realizovaný o čtyři roky později Kondelem naopak nově počítal s úpravou kostelního průčelí a stavbou nové věže dominující svatostánku. Došlo tak ke stržení západní štítové zdi, jež byla nahrazena kruchtou s podkruchtím. Ty předstupovala vysoká věž v průčelí, po jejíchž stranách bylo nově zřízeno schodiště a depozitář. Napojení této nové, prostorově širší přístavby na starší část kostela bylo řešeno elegantní, konvexní křivkou.

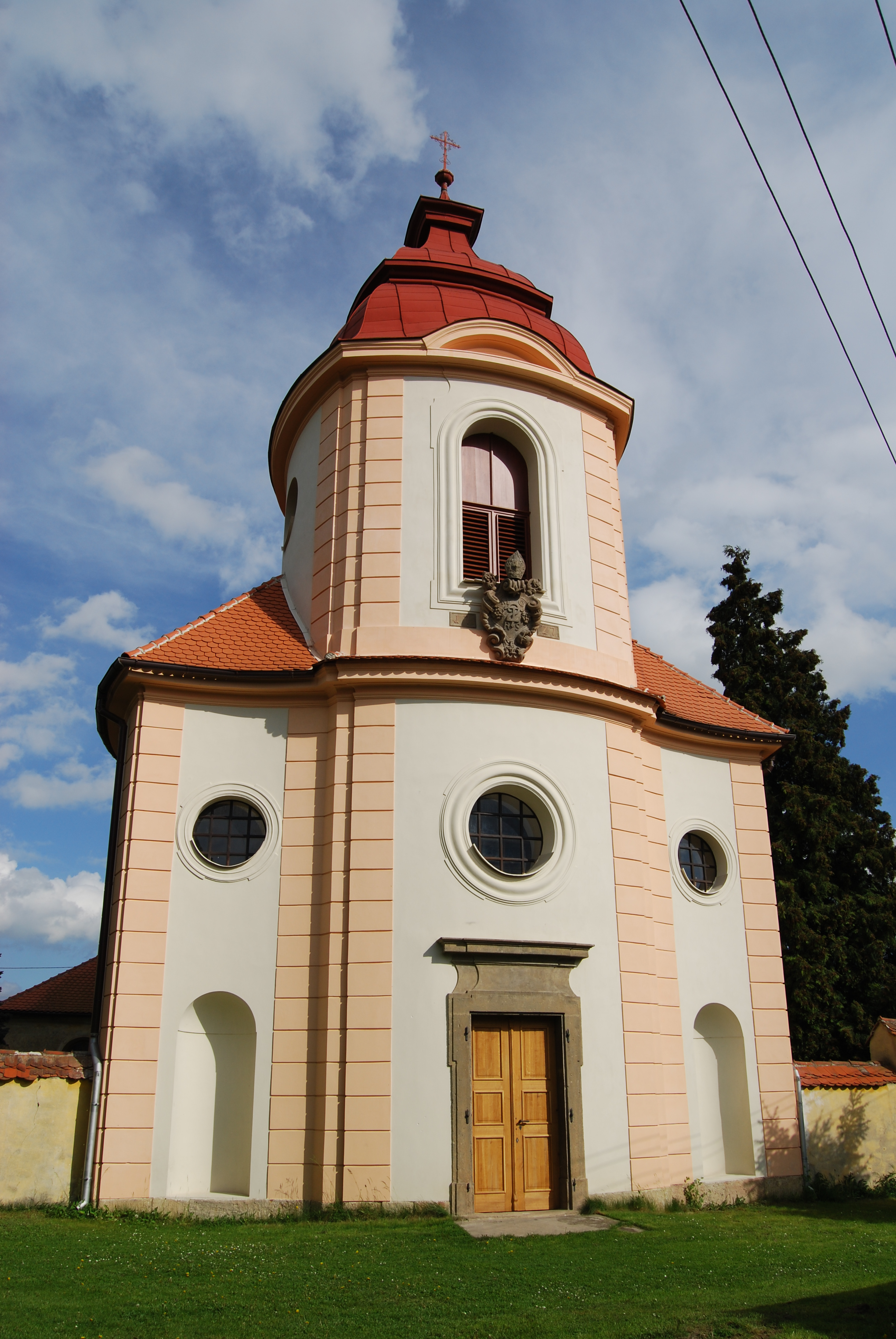
vstupní průčelí kostela, 2014

Umělecky signifikantním prvkem stavby se stalo zejména nové průčelí, jehož architektonické řešení odkazuje na Santiniho specifickou tvorbu.Jeho dominantu představuje konvexní rizalit nacházející se ve středu průčelí a protáhlý do podoby osové věže se čtvercovým půdorysem. Boční strany průčelí jsou konkávně probrané a kontrastují tak s vypouklou podobou věže. Charakter vlny však narušují zlomy v napojení na hmotu věže, jež se opticky rozpíná jak díky využití prvku zakrojených nároží, tak díky volbě mansardové, zvoncovitě ukončené báně.
V ose průčelí zdobí stavbu erb opata Evžena Tyttla, jenž nese rok ukončení stavby – 1727. Samotná fasáda průčelí je pojata jednoduše a bez výraznějších členících prvků. Dvojice nik umístěná po bocích hlavního vstupu je doplněna symetricky rozmístěnou trojicí kruhových oken. Šambrány oken a vstupního portálu, stejně jako profilace říms a využití rustikovaných lizén přitom odkazují na Santiniho pozdní tvorbu. Jeho návrhy doplnil při realizaci přestavby stavitel Kondel o skupinu portálů v ohradní hřbitovní zdi, jež jsou však řešeny v porovnání se samotnou stavbou výrazně jednodušeji.
Interiér kostela nese zajímavé prvky valených kleneb v předsíni a kruchtě, jež je však půdorysně dynamizována. Se Santinim je zde spojován rovněž prvek protažených říms a specifické zpracování zrcadel na plochém stropu hlavní lodě i presbytáře. Z výzdoby kostela je nutné zmínit gotickou, polychromovanou, tzv. Kozojedskou madonu z konce 14. století, jež je řazena do okruhu tvorby Mistra žebrácké madony a svým výtvarným zpracováním vysoce přesahuje hranice regionu.

## Význam
Autorství Jana Blažeje Santiniho Aichela není v případě kostela sv. Mikuláše doloženo přímo, neboť se nedochoval žádný jím konkrétně signovaný návrh či plán stavby. Jde však o velmi pravděpodobný závěr vycházející jednak z faktu Santiniho dlouhodobé pracovní angažovanosti na panstvích plaského kláštera, jednak z výsledků pečlivého uměleckohistorického rozboru stavby a Santiniho tvorby. Do jejího okruhu kostel sv. Mikuláše přiřazuje jak Johann Joseph Morper, tak přední český odborník na Santiniho život a dílo Mojmír Horyna. Oba vnímají kozojedský kostel jako drobnou, avšak svým architektonicko-uměleckým pojetím významnou stavbu, jež je vrcholnou stopou pozdního období Santiniho tvůrčích aktivit.
V kostele je umístěna drobná dřevěná socha Panny Marie s dítětem, zvanou Kozojedská, z dílny pražského anonymního řezbáře Mistra Žebrácké Madony. Soška byla později několikrát upravena, aby ji bylo možno oblékat do různých šatů pro nošení při procesích.